# Akademisches Gymnasium Salzburg
Das Akademische Gymnasium Salzburg ist ein humanistisches Gymnasium (Langform) und Europagymnasium in Salzburg. Die Schule wurde am 20. September 1617 von Fürsterzbischof Markus Sittikus als Benediktinergymnasium gegründet und ist das jüngste der fünf Akademischen Gymnasien in Österreich. Der erste Schultag war der 6. November 1617. Das Gymnasium trug den Namen „Akademisches Gymnasium“ bis 1855 und ab 1964, dazwischen auch K.k.(Staats-)Gymnasium, Humanistisches Gymnasium und 1. Bundesgymnasium.

## Lage

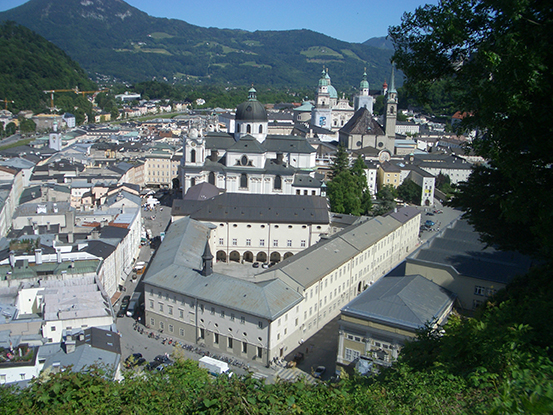
Studiengebäude des Akademischen Gymnasiums bis 1975

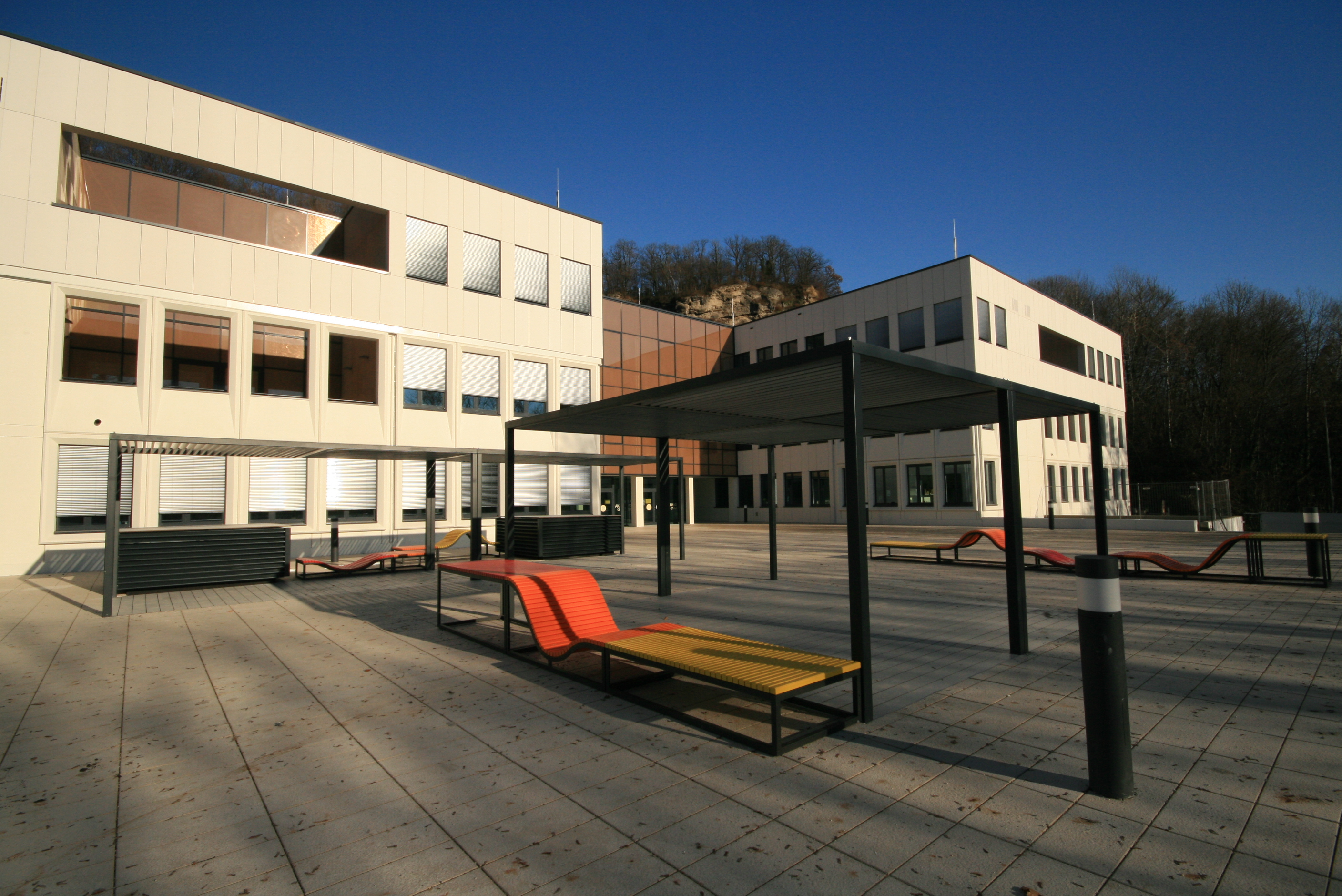
Außenansicht generalsaniertes Schulgebäude, Herbst 2016

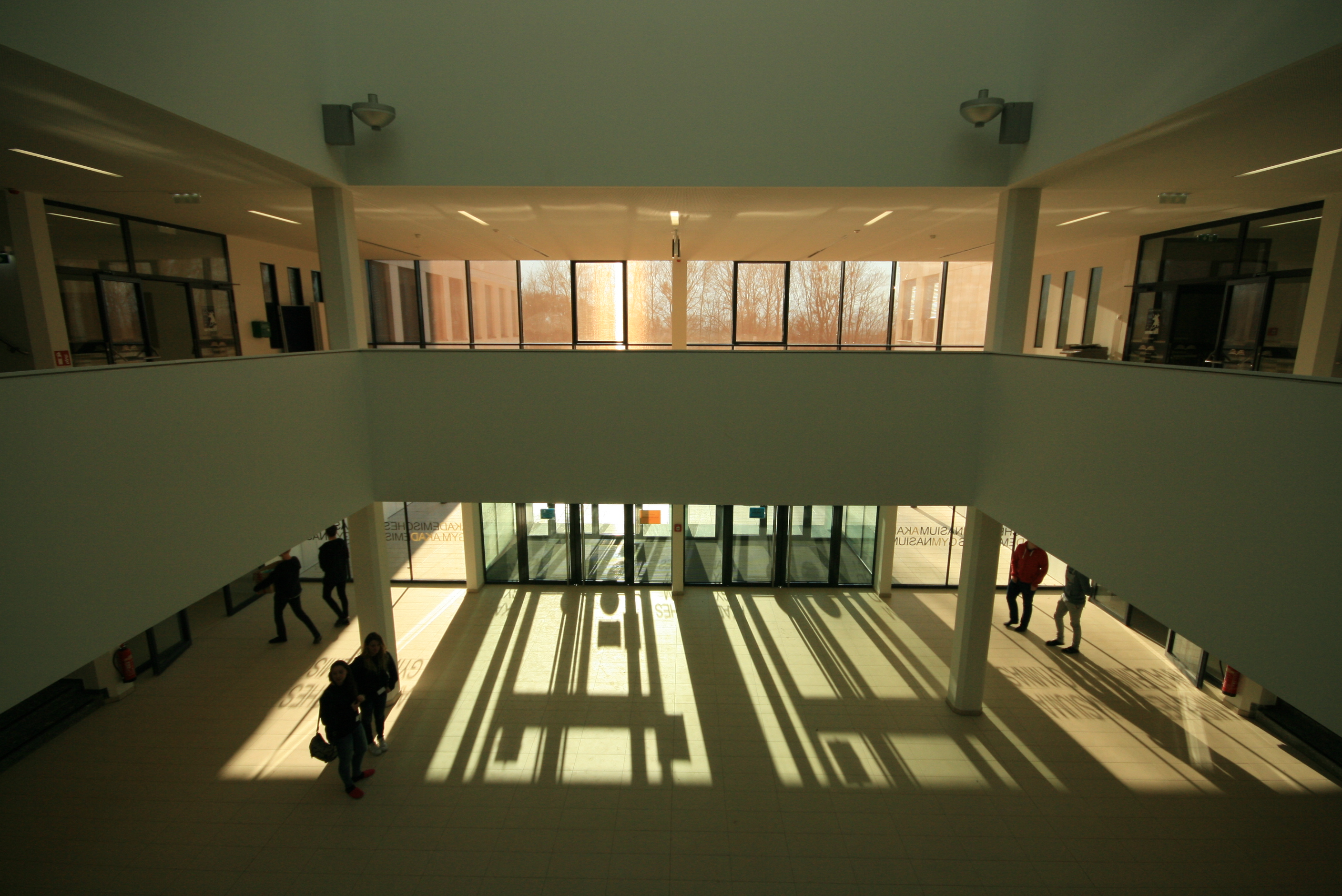
Aula des neuen Schulgebäudes

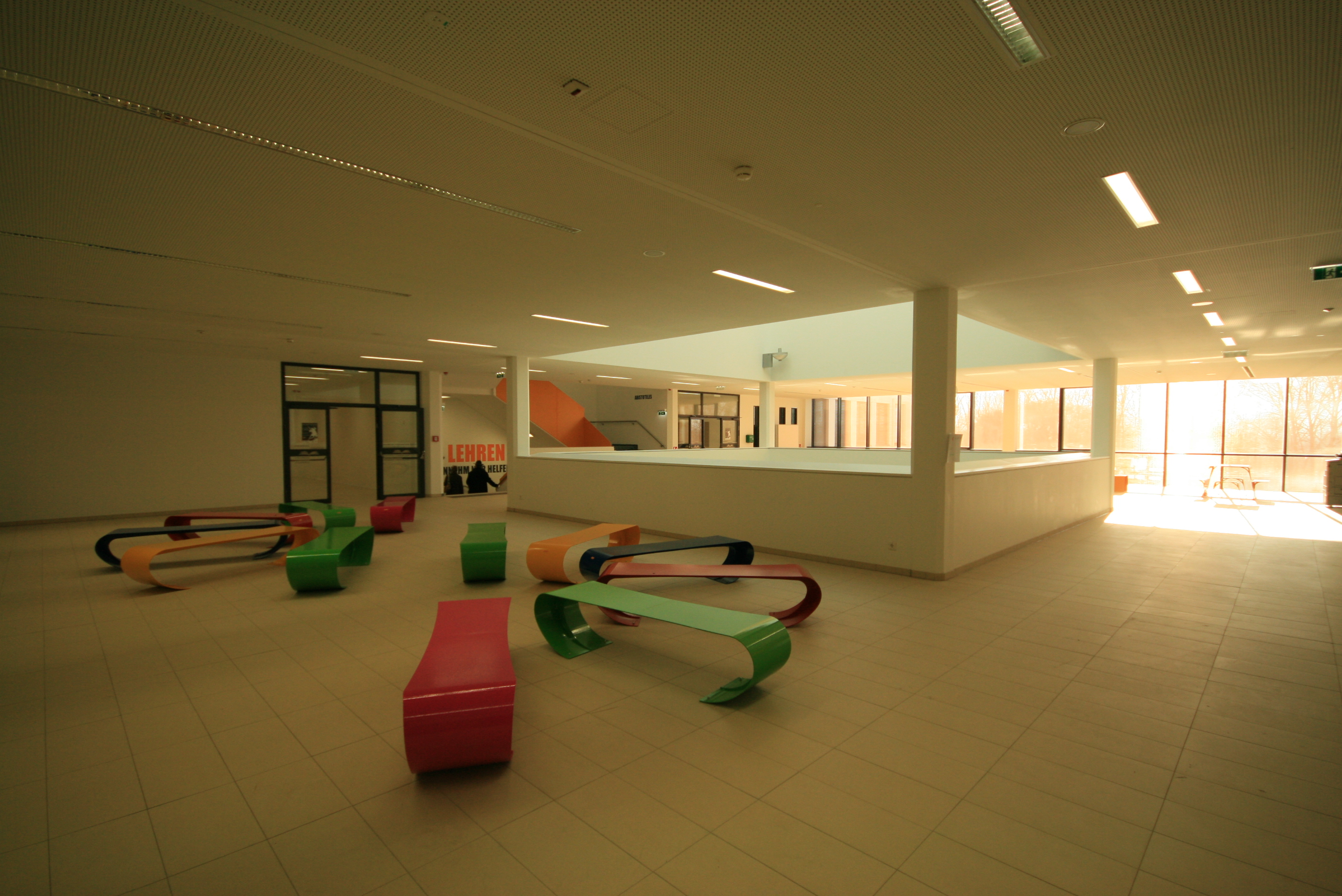
Sitzmöglichkeiten des neuen Schulgebäudes

Die Schule befindet sich seit 1976 im Stadtteil Riedenburg und steht in einem aufgelassenen Steinbruch am südlichen Fuß des Rainberges an der Sinnhubstraße nächst der Beucklreuth, dem Übergang zwischen Rainberg und Mönchsberg über die die ehem. Schwimmschulstraße führt.
2015 zog sie, bedingt durch einen Umbau, vorübergehend in den Stadtteil Nonntal, wo die Schule bis Winter 2016 verlieb und danach wieder zurück auf den Rainberg gezogen ist. Sie wurde dabei in zwei zuvor von der Universität Salzburg genutzten Gebäuden untergebracht.

## Geschichte

### Vorläufer und während des Erzbistums
Die Vorläufer des Akademischen Gymnasiums waren die Domschule und die Lateinschule zu St. Peter, deren Anfänge sich bis in die Zeit von Arno und des heiligen Rupertus zurückverfolgen lassen (7. Jahrhundert n. Chr.).
Der Nachfolger von Erzbischof Markus Sittikus, Erzbischof Paris Lodron, baute das Gymnasium zur Universität aus. Der Leiter der Schule, Praefectus Gymnasii, war dem Rektor der Universität verantwortlich, die Schüler wurden bis 1810 in die Matrikel der Universität eingetragen.
Es gab fünf Klassen, in denen ein Lehrer alle Gegenstände (Religion, Latein, Griechisch, Deutsch, Geographie, Geschichte und Mathematik) unterrichtete. Ab der zweiten Klasse durften die Schüler untereinander nur mehr Latein sprechen. Neben der akademischen Ausbildung war auch das Theater gefördert, das zu Jahresschlussfeiern und besonderen Anlässen auftrat, das durch eine Verordnung von Erzbischof Colloredo 1776 jedoch ein Ende fand.

### Unter bayrischer Regentschaft
Nach dem „Normativ der Errichtung der öffentlichen Unterrichtsanstalten“ im Schuljahr 1811/12 wurde das Gymnasialstudium ausgeweitet. Die Stundentafeln wurden besonders im Sinn des Neuhumanismus verändert und die altphilologischen Fächer traten stärker hervor. In den vier Jahren der Oberstufe waren 23 Wochenstunden für Latein und Alt-Griechisch vorgesehen. Auch Mathematik war mit 12 Wochenstunden stark vertreten. Wegen der politischen Situation und der Abhängigkeit Bayerns von Napoléon wurde Französisch angeboten. Das Akademische Gymnasium hat also während der Wirren des napoleonischen Krieges eine Blütezeit erlebt.

### Zur Zeit des Biedermeier
Nachdem das Land Salzburg 1816 endgültig zu Österreich gekommen war, wurden auch wieder die österreichischen Lehrpläne eingeführt, in denen ein Lehrer für alle Fächer – mit der Ausnahme von Religion – vorgesehen war. Die Lehrer wurden von den Benediktinerabteien St. Peter und Michaelbeuern gestellt. Der Schulalltag dürfte in dieser Zeit eher ruhig verlaufen sein.

### Die Reform des höheren Schulwesens in Österreich 1849/50
Durch diese Reform unter Kultusminister Leopold Graf von Thun und Hohenstein erhielt das höhere Schulwesen in Österreich eine neue Grundlage, die es bis 1962 behalten sollte. Das Gymnasialstudium wurde auf acht Jahre ausgeweitet, es wurde das Fachlehrersystem eingeführt und sah eine Reifeprüfung/Matura für die Absolventen vor. Besonders die geprüften Fachlehrer sollten das Bildungsniveau heben. Darüber hinaus wurden Deutsch und naturwissenschaftliche Fächer als Gegenstände eingeführt.

### Erster und Zweiter Weltkrieg
Während des Ersten Weltkrieges wurde das Gebäude mit der k.k. Staatsrealschule Salzburg, die in ein Reservelazarett umgewandelt wurde, gemeinsam mit der Lehrerbildungsanstalt Salzburg genutzt. Viele Professoren und Schüler wurden zum Kriegsdienst eingezogen.
Sofort nach dem Anschluss Österreichs wurde der Direktor Hofrat Karl Schnizer seines Amtes enthoben (13. März 1938) und die Schüler wurden regelmäßig mit ideologischem und politischem Gedankengut konfrontiert.
Nach Ende des Krieges wurde Hofrat Karl Schnizer wieder als Direktor eingesetzt.

### Sanierung des Schulgebäudes
Das Schulgebäude wurde von 2014 bis 2016 generalsaniert. Dem Gebäude wurde ein zweites Obergeschoß hinzugefügt und nahezu das gesamte Gebäude erneuert. Lediglich die Grundstrukturen des Gebäudes blieben erhalten.

## Mozart und das Gymnasium – eine Begegnung
Wolfgang Amadeus Mozart komponierte im Alter von 11 Jahren das Interludium Apollo et Hyacinthus (KV 38) für das lateinische Theaterstück „Clementia Croesi“ von P. Rufin Widl, einem Professor des Gymnasiums. Es wurde in der Aula am 13. Mai 1767 im 150. Jahr nach Gründung des Gymnasiums mit Schülern aufgeführt.
In den Gymnasialprotokollen heißt es:

„… Musica quoque a D. Wolfgango Mozart undecenni Adulescentulo composita omnibus placuit, qui quidem ad noctem nobis artis suae musicae in clavicembalo insignia specimina dedit.“

## Persönlichkeiten

### Direktoren und Lehrer
- Heinrich Hackel, Lehrer ab 1900, Direktor 1925–1934, Alpenvereinsleiter
- Aegidius Jais, Professor 1778–1788, Schulpräfekt ab 1784, Benediktinerpater, römisch-katholischer Theologe und Hochschullehrer
- Olivier Klose, Lehrer 1889–1918, Entdecker der Schnabelkanne vom Dürrnberg
- Stefan Kruckenhauser, Lehrer 1931–1936
- Michael Lori, Professor um 1752–1759, Benediktiner, Mathematiker, Theologe und Hochschullehrer
- Joseph Mayburger, Lehrer 1848–1850, Landschaftsmaler
- Joseph Mezger, Professor 1658–1662, Benediktiner, Theologe, Jurist und Historiker
- Paul Mezger, Lehrer der Philosophie 1660–1666, Benediktiner, Theologe und Hochschullehrer
- Eugen Müller, Lehrer 1904–1939, Dirigent und Komponist
- Ludwig Purtscheller, Lehrer 1876–1899, Alpinist und Erstbesteiger des Kilimandscharo
- Eduard Richter, Lehrer 1871–1886, Geograph (Richterhöhe)
- Beda Weinmann, Lehrer 1848–1869, Künstler, Gründer der Feuerwehr und des Turnvereins in Salzburg

### Schüler und Absolventen
- Hermann Bahr, Matura 1881, Schriftsteller und Kritiker
- Günther Bauer, Matura 1947, Schriftsteller, Rektor der Universität Mozarteum 1983–91
- Thomas Bernhard, Schüler bis 1946, Schriftsteller
- Kuno Brandauer, Matura 1914, Heimatforscher
- Karl Breymann, Matura vor 1824, Forstwissenschaftler und Mathematiker
- Kurt Conrad, Matura 1938, Gründer des Freilichtmuseums Großgmain
- Anton Diabelli, Schüler 1790–1796, Komponist und Musikverleger
- Christian Doppler, Schüler 1816–1821, Physiker und Mathematiker (Dopplereffekt)
- Wilhelm Erben, Matura 1882, Historiker und Diplomat
- Virgil Fleischmann, Benediktiner und Komponist
- Egmont Foregger, Matura 1949, Justizminister 1987–1990
- Friedhelm Frischenschlager, Matura 1962, Verteidigungsminister 1983–1986
- Eberhard Fugger, Matura 1860, Geologe, Historiker, Museumsdirektor
- Richard Greil, Matura 1976, Onkologe
- Gudrun Harrer, Matura 1977, Nahostexpertin
- Ignaz Harrer, Matura 1844, Mathematiker und Jurist, Bürgermeister 1872–75
- Wilfried Haslauer senior, Matura 1944, Landeshauptmann 1977–1989
- Wilfried Haslauer junior, Matura 1974, Landeshauptmann seit 2013
- Josef von Hudelist (1759–1818), Diplomat und Staatsmann
- Herbert von Karajan, Matura 1926, Dirigent
- Johannes Kardinal Katschthaler, Matura 1852, Erzbischof
- Herbert Klein, Matura 1918, Historiker
- Leopold Kohr, Matura 1928, Philosoph, Träger des Alternativen Nobelpreises
- Gustav Kuhn, Matura 1963, Dirigent und Begründer der Festspiele in Erl
- Hannes Leitgeb, Matura 1990, Philosoph und Logiker
- Verena Madner, Matura 1983, Universitätsprofessorin und Vizepräsidentin des Verfassungsgerichtshofes
- Franz Martin, Matura 1901, Kunst- und Landeshistoriker
- Peter Matić, Matura 1956, Kammerschauspieler
- Richard Mayr, Matura 1897, berühmter Sänger (Bassist)
- Abraham a Sancta Clara (Ulrich Megerle), 1659 eingetreten, katholischer Prediger und Poet
- Helmut Mödlhammer, Matura 1969, Präsident des Österreichischen Gemeindebundes
- Alexander Mörk von Mörkenstein, Matura 1907, Maler und Höhlenforscher
- Joseph Mohr, Schüler 1801–1808, Textdichter „Stille Nacht, Heilige Nacht!“
- Leopold Müller, Matura 1926, Felsmechaniker
- Agnes Muthspiel (geb. Gahbauer), Matura 1932, Künstlerin
- Sigismund von Neukomm, Abschluss 1795, Komponist
- Friederike Prodinger (Pühringer), Matura 1932, Direktorin des SMCA
- Egon Ranshofen-Wertheimer, Matura 1912, Diplomat
- Josef Rauchenbichler, Geistlicher und Schriftsteller
- Franz Rehrl, Matura 1910, Landeshauptmann 1947–1949
- Simon Rettenpacher, Schüler, 1648 eingetreten, Universitätsprofessor, Barockdichter
- Ignaz Rieder, Matura 1878, Erzbischof von Salzburg
- Josef Scheill, bis 1803, Geistlicher, Theologe und Kirchenrechtler
- Erich Schenk, Matura 1920, Musikhistoriker (Mozart)
- Franz Xaver Schmid vermutlich Abschluss 1840, Philosoph, Schriftsteller und Hochschullehrer
- Albert Schumacher, Matura 1864, Arzt, Bürgermeister, Landeshauptmann 1897–1902
- Simon Stampfer, Abschluss 1811, Naturwissenschaftler, Erfinder des Films
- Valentin Stanič, Abschluss 1798, Pfarrer, Alpinist (1800 Erstbesteigungen: Großglockner, Watzmann, Hoher Göll)
- Franz Stelzhamer, Abschluss 1821, Dichter
- Wolfgang (Ignatz) Stockhammer, Abschluss 1864, Abt von Michaelbeuern
- Herwig Sturm, Matura 1960, Bischof der Evangelischen Kirche in Österreich 1996–2007
- Lujo Tončić-Sorinj, Matura 1933, Außenminister 1966–1968
- Georg Trakl, Schüler 1898–1905, Lyriker
- Christian Varnschein, Matura 1886, Arzt, Begründer des Rettungswesens in Salzburg
- Kurt Willvonseder, Matura 1922, Direktor des SMCA 1954–1968
- Judas Thaddäus Zauner, Abschluss 1770, Jurist und Historiker
- Franz Valentin Zillner, Abschluss 1833, Arzt und Geschichtsschreiber

## Schulzweige

### Neusprachlich-humanistisches Gymnasium
In diesem Zweig bilden Sprachen, Bildung im Sinne einer Persönlichkeitsentfaltung, sozialer Umgang und eine kritisch-innovative Auseinandersetzung mit modernen Technologien die Schwerpunkte. In der ersten Klasse wird Englisch unterrichtet, das Fach Soziales Lernen vermittelt Kommunikation, Lerntechniken und das Thema Miteinander.
Ab der zweiten Klasse kommt Latein hinzu, in der fünften Klasse kann zwischen Französisch und Alt-Griechisch gewählt werden. Ab der sechsten Klasse gibt es ein Kurssystem (Modulare Oberstufe), in dem 15 Wahlmodule gewählt werden können.

### Europagymnasium
Ziel des Schulversuches Europagymnasium ist es, den Schülern neben den Schwerpunkten des neusprachlich-humanistischen Gymnasiums eine zusätzliche Sprache und völkerverständigende Grundwerte zu vermitteln. Ein Schüleraustausch mit EU-Ländern soll die sprachlichen Fähigkeiten und das kulturelle Verständnis erweitern. Im Unterschied zum neusprachlich-humanistischen Gymnasium wird Spanisch ab der vierten Klasse unterrichtet und im Modulsystem ab der sechsten Klasse können 5 Wahlmodule gewählt werden.

### Modulare Oberstufe
Die modulare Oberstufe beginnt in der sechsten Klasse (10. Schulstufe) und wird derzeit als Schulversuch durchgeführt. Die Pflichtfächer werden auf das gesetzlich vorgeschriebene Stundenminimum reduziert und die Schüler haben mehr Wahlmöglichkeiten. Nach jedem Semester wird ein Zeugnis ausgestellt, allfällige negative Module können im Rahmen einer Modulprüfung positiv abgelegt werden.
Die Module:
- Basismodule (Pflichtfächer wie Deutsch etc.) sind verpflichtend, im Stundenausmaß etwas reduziert.
- Wahlmodule (bisher Wahlpflichtfächer) sind wesentlich erweitert und in einem vorgegebenen Rahmen von den Schülern ihren Interessen entsprechend „wählbar“. Es werden drei Arten von Wahlmodulen unterschieden:
- Ergänzungsmodule erweitern das allgemeine Fachangebot, z. B. Italienisch, Spanisch, Informatik, Darstellende Geometrie.
- Vertiefungsmodule beziehen sich auf die Basismodule (Deutsch, Englisch, Mathematik etc.) und haben die Funktion, Inhalte zu „vertiefen“ und vernetzendes Denken (fächerübergreifende Angebote) zu fördern.
- Schlüsselqualifikationsmodule sollen zukünftige Anforderungen in Beruf und Gesellschaft flexibel zu bewältigen helfen. Beispiele für Angebote sind Rhetorik, Kommunikation, Präsentation, Medienkunde, wissenschaftliches Arbeiten.

## Außerschulische Aktivitäten

### Fremdsprachenwettbewerbe

#### Französisch
Der Landesfremdsprachenwettbewerb Französisch wird derzeit von Lehrern aus dem Akademischen Gymnasium organisiert und findet in der Schule statt.

#### Spanisch
Der Fremdsprachenwettbewerb Spanisch wird ebenfalls von Lehrern der Schule organisiert und es nehmen jährlich viele Schüler des Akademischen Gymnasiums teil. Neben dem Wettbewerb werden zahlreiche Projekte wie zum Beispiel spanisches Theater von und für Schüler angeboten.

#### Latein und Alt-Griechisch
Jährlich nehmen Schüler an der Latein- und Griechischolympiade teil. Schüler der Schule nehmen auch am Ovidwettbewerb (Certamen Ovidianum Certamen Ovidianum Sulmonese) und am Cicerowettbewerb (Certamen Ciceronianum Arpinas) teil.

#### Russisch
Russisch wird nicht direkt an der Schule unterrichtet, Schüler können es jedoch am Bundesgymnasium Zaunergasse besuchen und dann am Fremdsprachenwettbewerb teilnehmen.

### Känguru der Mathematik
Alle Schüler nehmen an dem jährlich stattfindenden Wettbewerb teil.

### Darstellende Geometrie
Darstellende Geometrie kann im Rahmen des Modulsystems am Borromaeum Salzburg besucht werden.